# 阿爾法 (密蘇里州)
阿爾法（英語：Alpha）是位於美國密蘇里州格蘭迪縣的非建制地區。

## 歷史
阿爾法的郵局於1856年設立，其後於1904年停運。

## 地理
阿爾法所處的海拔為高於海平面246米（即807英呎），而該地所採用的時區為UTC-6，即北美中部時區（CST）。同時該地設有夏令時間，為UTC-6調快一小時，即UTC-5（CDT）。